# Прогресс мировых рекордов на дистанции 800 метров вольным стилем у мужчин в 25-метровом бассейне
 Прогресс мировых рекордов на дистанции 800 метров вольным стилем у мужчин в 25-метровом бассейне. Первый мировой рекорд в плавании у мужчин в 25-метровом бассейне был зарегистрирован Международной Федерацией плавания ФИНА в 1988 году.
Обвал мировых рекордов в плавании в 2008/2009 совпал с введением полиуретановых костюмов от Speedo (LZR, 50 % полиуретана) в 2008 году и Arena (X-Glide), Adidas (Hydrofoil) и итальянского производителя плавательных костюмов Jaked (все 100 % полиуретана) в 2009 году. Запрет ФИНА на плавательный костюм из полиуретана вступил в силу в январе 2010 года.;
Прогресс мировых рекордов на дистанции 800 метров вольным стилем у мужчин в 25-метровом бассейне
| Номер | Время    | Имя                | Национальность | Дата            | Соревнование        | Место               | Прим. |
| ----- | -------- | ------------------ | -------------- | --------------- | ------------------- | ------------------- | ----- |
| 1     | 7: 38.90 | Владимир Сальников | СССР           | 13 Февраля 1983 | Фестиваль Arena     | Бонн, Германия      | [ 2 ] |
| 2     | 7:38.75  | Михаэль Гросс      | ФРГ            | 3 Февраля 1985  | Фестиваль Arena     | Бонн, Германия      | [ 3 ] |
| 3     | 7:34.90  | Кирен Перкинс      | Австралия      | 25 Июля 1993    | Гран-При Австралии  | Сидней, Австралия   | [ 4 ] |
| 4     | 7:25.28  | Грант Хакетт       | Австралия      | 3 августа 2001  | Чемпионат Австралии | Перт, Австралия     | [ 5 ] |
| 5     | 7: 23.42 | Грант Хакетт       | Австралия      | 20 июля 2008    | Чемпионат Австралии | Мельбурн, Австралия | [ 6 ] |
| 6     | 7.20,46  | Даниэль Виффен     | Ирландия       | 10 декабря 2023 | Чемпионат Европы    | Отопени, Румыния    |       |

Рекорды зафиксированные не в финальных заплывах:
эстафета — э;
полуфинал — ½